# Ходенхаген
Ходенхаген (нем. Hodenhagen) — община в Германии, в земле Нижняя Саксония.
Входит в состав района Зольтау-Фаллингбостель. Подчиняется управлению Альден. Население составляет 3155 человек (на 31 декабря 2010 года). Занимает площадь 20,15 км².
На территории коммуны находится Серенгети-парк.